# Schoenia
Schoenia là một chi thực vật có hoa trong họ Cúc (Asteraceae).

## Loài
Chi Schoenia gồm các loài: